# Fukuoka (prefektura)
Fukuoka (japanski: kanji 福岡県, romaji: Fukuoka-ken) je prefektura u današnjem Japanu. 
Nalazi se na sjevernoj obali otoka Kyūshūa. Nalazi se u chihō Kyūshū.
Glavni je grad Fukuoka.U prefekturi se, zajedno s Fukuokom, nalazi ukupno 28 gradova (npr. Izuka, Munakata).
Organizirana je u 12 okruga i 60 općina. ISO kod za ovu pokrajinu je JP-40.
1. rujna 2010. u ovoj je prefekturi živjelo 5,071.732 stanovnika.
Simboli ove prefekture su cvijet ume  (Prunus mume), drvo azaleja (Rhododendron tsutsusi) i ptica japanski slavuj (Cettia diphone).